# Пам'ять нації
Всеукраїнська кампанія «Пам'ять нації» — це ініціатива українських націоналістів з-поміж активістів партії «Національний Корпус» зі вшанування загиблих героїв російсько-української війни. Формально кампанія стартувала 23 травня 2017 року на День Героїв, хоча заходи відбувалися ще з 2014 року. Станом на початок вересня 2017 року було встановлено 11 пам'ятних хрестів по всій Україні.
На кожному зі встановлених пам'ятників викарбуваний рунічний тризуб. Сам пам'ятник важить близько 1 тонни.

## Ідея кампанії
В новітній історії України багато героїчних постатей, що поклали життя за ідеали державної незалежності та національні інтереси. Втім, влада за президента Порошенко не займається популяризацією явища вшановування полеглих українських солдат під час російської агресії на Сході України. Націоналісти неодноразово виступали з заявами про необхідність створення належної актуальної пам'яті про побратимів, але їх заяви здебільшого не були почуті, тому що це не вписується в політику невизнання війни на Донбасі. Тому націоналісти взялися впроваджувати культ новітніх героїв власноруч.

## Географія кампанії
Станом на січень 2018 року відомо про встановлення 27 пам'ятників по всій Україні. Також планується встановлення ще 13.
- Мостище (Івано-Франківська область)
- Тернопіль
- Конотоп
- Тишківці (Івано-Франківська область)
- Ромни (Сумська область)
- Лебедин (Сумська область)
- Олександрія
- Широке (Дніпропетровська область)
- Маріуполь
- село Шаповалівка
- село Юрівка (Конотопський район)
- Куп'янськ
- Львів
- Золоте
- Березань
- смт Голови (Івано-Франківська область)
- Великий Дальник (Одеська область)
- смт Соснове (Рівненська область)
- Землянка
- Світловодськ
- Жовті Води
- Звягель
- Жмеринка
- Троїцьке (Луганська область)
- Іванівка (Запорізька область)
- Дернівка (Київська область)

## Історія ідеї
Спорудження пам'ятних хрестів на честь загиблих героїв вважається традиційним для території України.
«Важливо знати, що така форма вшанування має глибоке коріння в національній воїнській традиції. Пам'ятні хрести на честь воїнів встановлювались українськими патріотами в міжвоєнний час, але така практика існувала вже за козацьких часів і раніше. Вже за доби Київської Русі історична наука однозначно фіксує встановлення пам'ятних хрестів на місцях вшанування полеглих воїнів. Наприклад, в 1219 році на полі бою на Сухій дорозі на Холмщині було споруджено хрест на пошану загиблим воїнам. Варто відзначити, що хоча саме цей випадок є добре дослідженим він був далеко не єдиним і уявляв собою звичайну практику для тих часів».
«Ми усвідомлюємо важливість і вважаємо своїм обов'язком збереження пам'яті про цих героїв, про їхній вчинок. Для кожного місцевого мешканця цей пам'ятний хрест стане символом героїзму хлопців із сусідньої вулиці, нагадування про те, що війна точиться не в телевізорі і зведеннях новин, а зовсім поруч, торкаючись кожну сім'ю і кожен, навіть найменший, населений пункт України. Коли наше суспільство це усвідомить, можна казати про консолідацію думок і об'єднання дійсно кожного українця».

## Реакція громадськості
Встановлення кожного монументу викликало позитивну реакцію з боку пересічних громадян, що мають патріотичні погляди на перебіг російсько-української війни. Наприклад, на встановленні пам'ятника в місті Тернопіль прийшли кілька сотень місцевих жителів.
В грудні 2017 року ініціатори всеукраїнської кампанії з партії «Національний Корпус» провели конференцію, присвячену «Пам'яті нації». В заході взяли участь відомі українські історики та громадські діячі.

## Схожі ініціативи
Ще в 2014 році був створений сайт «Книга пам'яті полеглих за Україну», куди вносяться дані щодо кожного загиблого українського солдата війни. За ініціативою громадських активістів, у 2016 році був споруджений пам'ятник добровольцям у Києві, на вулиці Маяковського. В серпні 2017 року на перетині вулиць Леся Курбаса та Академіка Корольова був установлений пам'ятник героям АТО у вигляді меча, що простромлює карту РФ.